# Wadim Chomicki
Wadim Władimirowicz Chomicki, ros. Вадим Владимирович Хомицкий (ur. 21 lipca 1982 w Woskriesiensku) – rosyjski hokeista, reprezentant Rosji, trener.

## Kariera
- Chimik Woskriesiensk (1999-2000)
- CSKA Moskwa (2000-2006)
- Iowa Stars (2006, 2007)
- Chimik / Atłant Mytiszczi (2006-2011)
- Ak Bars Kazań (2011-2013)
- Torpedo Niżny Nowogród (2013-2014)
- Awangard Omsk (2014-2015)
- Torpedo Niżny Nowogród (2015-2016)
- HK Soczi (2016-2019)

Wychowanek Chimika Woskriesiensk. Od maja 2011 zawodnik Ak Barsa Kazań. Od maja 2013 zawodnik Torpedo Niżny Nowogród. Od końca grudnia 2014 do końca kwietnia 2015 zawodnik Awangards Omsk. Od maja 2015 ponownie zawodnik Torpedo. Od maja 2016 zawodnik HK Soczi.
Uczestniczył w turniejach zimowej uniwersjady edycji 2001, mistrzostw świata w 2006.
Po zakończeniu kariery zawodniczej we wrześniu 2019 dołączył do sztabu trenerskiego HK Soczi.

## Życie prywatne
Latem 2006 w Archangielsku poślubił 10 lat starszą łyżwiarkę figurową Mariję Butyrską. 16 kwietnia 2007 Marija urodziła ich syna Władisława, a 3 czerwca 2009 córkę Aleksandrę. W maju 2017 na świat przyszło ich trzecie dziecko, syn Gordiej.

## Sukcesy
Klubowe
- Awans do Superligi: 2002 z CSKA
- Srebrny medal mistrzostw Rosji: 2011 z Atłantem

Indywidualne
- KHL (2010/2011): czwarte miejsce w klasyfikacji minut kar w sezonie zasadniczym - 114 minut